# Stephen Lichtenbaum
Stephen Lichtenbaum (né le 24 août 1939 à Brooklyn) est un mathématicien américain qui travaille dans les domaines de la géométrie algébrique, de la théorie algébrique des nombres et de la K-théorie algébrique.

## Biographie
Lichtenbaum est étudiant de premier cycle à l'Université Harvard (licence "summa cum laude" en 1960), où il obtient également son doctorat en 1964 (Curves over discrete valuation rings, American Journal of Mathematics Bd.90, 1968, S.380-405). Après cela, il est chargé de cours à l'Université de Princeton, en 1960, il est professeur adjoint à l'Université Cornell, où il devient professeur associé en 1969 et professeur en 1973. De 1979 à 1982, il est membre du Conseil de la Faculté. Depuis 1990, il est professeur à l'Université Brown, dont il est président de 1994 à 1997. Il est également chercheur invité à l'Institut d'études avancées (1973, 1984), Université de Paris (VI, XI, VII, XIII), IHES (1974, 1977, 1982/83, 1987/88, 1997), MSRI (1987 ), Institut Isaac-Newton (1998, 2002). Depuis 2003, il est maître de conférences à l'Université Paris Chevalaret.
La conjecture de Quillen-Lichtenbaum sur la relation entre les valeurs de la fonction zêta de Dedekind des champs de nombres à des emplacements spécifiques (entiers négatifs) porte son nom et celui de Daniel Quillen.
En 1959, il est boursier Putnam. En 1973/74, il est boursier Guggenheim. Depuis 1995, il est co-éditeur de la Documenta Mathematica. En 2012, il devient membre de l'American Mathematical Society.